# Michel Charles Durieu de Maisonneuve
Michel Charles Durieu de Maisonneuve (ur. 7 grudnia 1796 w Saint-Eutrope-de-Born, zm. 20 lutego 1878 w Bordeaux) – francuski wojskowy i botanik.

## Życiorys
Uczył się w École Militaire de Brienne, a później w szkole wojskowej Militärschule Saint-Cyr, gdzie uzyskał stopień podporucznika. Do służby wojskowej wstąpił w 1813 r. i był związany z armią francuską do 1848 r. Brał udział w bitwie pod Trocadero pod Kadyksem oraz w bitwie pod Smalą w 1843 r. przeciwko siłom Abd al-Kadira.
W połowie lat dwudziestych XIX wieku Durieu de Maisonneuve zainteresował się botaniką i zajął badaniem słodkowodnych glonów. Brał udział w wyprawie Morea do Grecji z przyrodnikiem Jeanem Baptiste Bory de Saint-Vincent, a w latach 1840–1844 był członkiem komitetu ds. Naukowych badań Algerii. Również podczas służby wojskowej we Francji, Hiszpanii (Asturia) i północnej Portugalii zbierał rośliny i tworzył kolekcje botaniczne. Badał gatunki roślin kryptogamicznych. Wspólnie z innymi botanikami opisał 4 nowe gatunki we florze Francji, 10 we florze Algerii, a także gatunki grzybów. Prowadził również badania roślin nasiennych wspólnie z Ernestem Cossonem, który był autorytetem w dziedzinie flory północnoafrykańskiej.
W 1858 r. został dyrektorem ogrodu botanicznego w Bordeaux. Przeniósł ogród z przemieść do centrum miasta i zaczął w nim uprawiać wiele roślin północnoafrykańskich. Od 1867 do 1877 był profesorem botaniki w Bordeaux. Był jednym z najbardziej aktywnych członków Towarzystwa Linneusza w Bordeaux.
W naukowych nazwach opisanych przez niego taksonów dodawany jest skrót jego nazwiska Durieu.